# Porsche Macan I (Type 95B)
Pour les articles homonymes, voir Porsche Macan.
La Porsche Macan est un SUV compact du constructeur automobile allemand Porsche, lancée en 2014. Conçue à partir d'une Audi Q5, ses dimensions sont inférieures à celles du Cayenne. Elle se décline en cinq versions : Macan « standard », S, S Diesel, GTS et Turbo.
Commercialisée au printemps 2014, c'est en 2015 et 2021, le modèle le plus vendu de la marque. Elle est remplacée par une seconde génération électrique.

## Dénomination
Le Macan est connue originellement sous le nom de code « Cajun », un mot-valise composé de Cayenne et Junior. Le 16 février 2012, Porsche annonce que le modèle serait nommé « Macan ». D'après le constructeur, le mot « Macan » est « dérivé du mot indonésien qui désigne un « tigre » et combine la souplesse, la puissance, la fascination et le dynamisme ».

## Présentation

Logo.

Le Macan est un SUV compact destiné à diversifier l'offre de Porsche et attirer une nouvelle clientèle plus jeune grâce à un modèle plus accessible. Il a été annoncé officiellement en mars 2011 et présentée en 2013 au Salon de l'automobile de Los Angeles et au Salon de l'automobile de Tokyo. Les ventes débutent à partir du printemps 2014.
Un modèle Macan « tout court », plus économique, est lancé un peu plus tard à destination du marché asiatique. Il reprend un moteur quatre-cylindres en ligne de 2 litres (237 ch) commun à plusieurs modèles Volkswagen. Premier moteur quatre-cylindres depuis l'arrêt de la 968,, c'est aussi le moteur essence le plus économique mais aussi le moins performant de la gamme. Cette déclinaison, plus légère, est disponible exclusivement pour la Chine, mais un autre quatre-cylindres est finalement annoncé pour l'Europe en mars 2016, avec une disponibilité en France prévue pour l'été 2016. Il ne s'agit cependant pas du même moteur, le dernier étant équipé d'un quatre-cylindres turbo correspondant au 2,0 L TFSI d'Audi et disposant de 252 ch.
Le Macan GTS, d'abord annoncé lors du rapport annuel de Volkswagen sur les développements attendus, est officiellement dévoilé au salon de Tokyo fin 2015. Il se situe entre les versions S et Turbo, avec une puissance de 360 ch.
D'autre part, Matthias Müller, alors PDG de Porsche, confirme début 2015 qu'une version hybride rechargeable est également attendue pour 2016 ou 2017,.

## Production
La Macan est produit à 50 000 unités par an dans l'usine de Leipzig qui produit également les Cayenne et Panamera. Agrandie pour accueillir ce nouveau modèle, elle est désormais l'une des usines de production automobile les plus modernes du monde.
Le SUV compact reprend la plate-forme de l'Audi Q5 mais seulement 30 % des éléments sont communs aux deux véhicules, majoritairement invisibles, dont les suspensions avant et arrière et l'empattement.

## Caractéristiques techniques

### Design extérieur

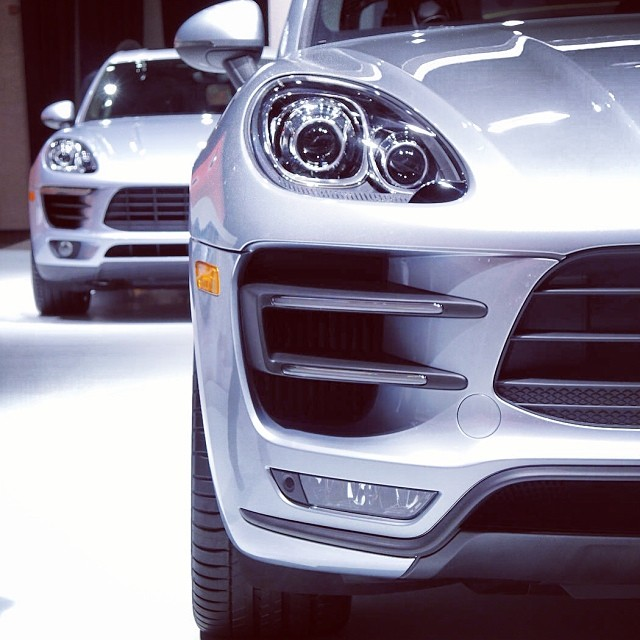
Le bouclier avant des Macan Turbo (premier plan) et Macan S.

La Macan reprend les codes de la marque avec des références aux modèles passés. Elle a, notamment, un design extérieur très proche de celui du Cayenne ; elle est cependant de taille plus réduite (17 cm de moins en longueur, 8 cm de moins en hauteur et 175 kg de moins), ce qui lui donne une allure de « petit Cayenne ».
Comparée à certaines concurrentes comme le Range Rover Evoque, la Macan paraît plus sobre et classique tout en restant dynamique et svelte. Par rapport à sa cousine l'Audi Q5, elle est plus basse et paraît plus musclée.
Son capot moteur s'étend jusqu'aux passages de roue en englobant les optiques avant, un clin d'œil à la Porsche 917. Les sideblades (lames latérales) sont, quant à elles, inspirées de la 918 Spyder. Les optiques arrière font également référence à celles de la 918 Spyder ou encore à celles de la plus ancienne Porsche 928. L'arrière, plus large à la base qu'en haut, a, selon Porsche, un gabarit sportif en hommage à la 911.
Les Macan S et S Diesel sont équipées en série de jantes en aluminium de 18 pouces, 19 pouces pour la Macan Turbo et de 20 pouces pour la GTS. Cette dernière se distingue grâce à des équipements supplémentaires de série : jantes « RS Spyder Design » de couleur noire et sideblades en noir mat. Un Pack SportDesign avec, notamment, un bouclier avant spécifique peint en couleur carrosserie et des entrées d'air plus larges, est disponible.
Le modèle Turbo présente également quelques éléments spécifiques comme les sorties d'échappement de forme carrée qui remplacent les pots ronds des autres versions, des éléments chromés dans les prises d'air à l'avant ou encore un placement différent des clignotants et des feux antibrouillards avant.

### Intérieur et habitabilité
La Macan offre une position de conduite relativement basse pour la catégorie et par rapport au Cayenne (- 70 mm) afin d'affirmer son tempérament plus sportif. L'intérieur est typique des véhicules Porsche : compteurs ronds avec compte-tours au centre, console centrale regroupant l'essentiel des commandes, conformément à la philosophie de Porsche (un bouton pour une fonction) ou encore démarreur à gauche du volant. Ce dernier est inspiré de celui de la 918. Un écran de 12 cm est destiné à l'affichage des informations de l'ordinateur de bord.
La climatisation automatique deux-zones afin de régler indépendamment la température pour le conducteur et le passager est de série. Elle filtre les particules ou le pollen.
La version GTS intègre de nouveaux équipements, optionnels sur la Macan de base : des phares à LED avec Porsche Dynamic Light System Plus et un nouveau système multimédia Porsche Communication Management avec écran tactile de 18 cm et possibilité de connecter son smartphone via CarPlay.
Le Macan dispose d'un grand coffre de 500 litres, 1 500 litres une fois les sièges arrière rabattus.

### Châssis

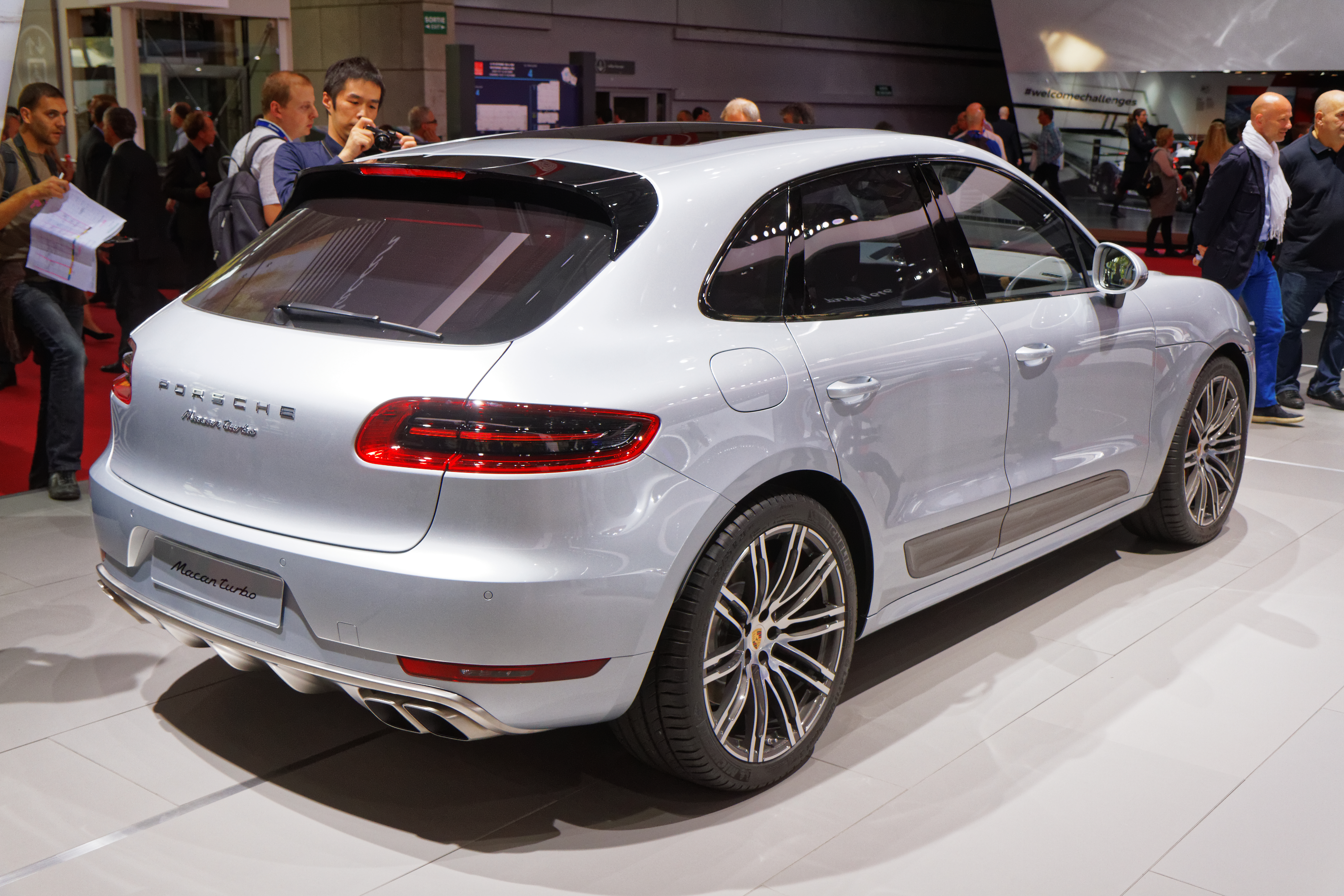
La Macan Turbo vu de 3/4 arrière, chaussé de jantes « 911 Turbo Design » de 21 pouces.

Le châssis de la Macan est à ressorts hélicoïdaux. En option, la suspension pneumatique surbaisse le châssis de 15 mm, et permet de régler la garde au sol du véhicule selon le profil choisi : normal, tout-terrain (+ 40 mm) et rabaissé (- 10 mm) pour diminuer la prise à l'air. D'autre part, une commande placée dans le coffre permet de rabaisser l'arrière du véhicule de 40 mm pour faciliter le chargement de bagages. La Macan GTS est rabaissée de 15 mm par rapport aux autres modèles et de 10 mm supplémentaires avec la suspension pneumatique.
Le SUV dispose d'une gestion électronique des suspensions (appelée « PASM » chez Porsche) qui permet d'adapter l'amortissement à la route et au style de conduite. Ce système, censé améliorer la stabilité et le confort, est de série sur la Macan Turbo et en option pour les autres versions.
La direction est électro-mécanique. Elle peut, en option, se doter d'un asservissement à la vitesse permettant de la rendre plus ferme à vitesse élevée et plus souple à faible vitesse pour faciliter les manœuvres.
Selon certains conducteurs, le comportement routier du Macan se caractérise par son agilité et un grand équilibre, compte tenu du poids de près de deux tonnes. Quant à sa direction, elle est plutôt lourde mais précise,.

### Transmission
La boîte de vitesses robotisée PDK est de série sur tous les modèles Macan. Elle inclut un mode automatique ainsi qu'un mode manuel qui permet le passage des rapports avec les palettes au volant ou avec le sélecteur PDK.
Toutes les Macan, y compris le modèle Turbo, sont dotées d'une transmission intégrale, typée propulsion. Ainsi, en temps normal le Macan est mû par l'essieu arrière, mais un différentiel Torsen sert à rediriger le couple vers l'avant si nécessaire[réf. nécessaire]. La transmission est active et est pilotée électroniquement afin de répartir la motricité entre les roues avant et arrière et de garder une grande stabilité en courbe.

### Motorisations
Quatre motorisations sont disponibles en France, à partir de moteurs V6 turbocompressés à injection directe, de 3 litres pour les Macan S, S Diesel et GTS, 3,6 L pour le modèle Turbo. Le moteur Diesel est d'origine Audi, tandis que les trois moteurs à essence sont de conception 100 % Porsche.
La Macan disponible en Asie notamment est équipé d'un moteur avec quatre cylindres en ligne d'origine Volkswagen, d'une cylindrée de 2 litres.
La Macan dispose également d'une version Diesel légèrement moins puissante (211 ch) nommée Macan S Diesel 211 ch, disponible en Norvège et en Belgique.
Toutes disposent d'une fonction « stop-start » automatique afin d'économiser la consommation en ville ainsi que d'un mode « croisière » mettant le véhicule en roue libre en cas de relâchement de l'accélérateur, pour éviter le frein moteur et économiser du carburant.
Fin Août 2016, Porsche  développe un « Performance Package » disponible sur la Macan Turbo qui dispose désormais de 440 ch et de 600 N m de couple.
Toutes les Macan disposent, avec le « Pack Sport Chrono » en option, de la fonction « Launch Control » qui permet de réaliser un départ arrêté optimal en appuyant à la fois sur le frein et l'accélérateur, puis en relâchant le frein pour partir.
| Logo de Porsche                                       | Motorisations des modèles Porsche Macan | Motorisations des modèles Porsche Macan | Motorisations des modèles Porsche Macan | Motorisations des modèles Porsche Macan | Motorisations des modèles Porsche Macan | Motorisations des modèles Porsche Macan |
| Logo de Porsche                                       | Macan S Diesel                          | Macan                                   | Macan S                                 | Macan GTS                               | Macan Turbo                             | Macan Turbo Performance                 |
| ----------------------------------------------------- | --------------------------------------- | --------------------------------------- | --------------------------------------- | --------------------------------------- | --------------------------------------- | --------------------------------------- |
| Moteur                                                | V6 turbo-Diesel                         | 4-cylindre en ligne                     | V6 biturbo                              | V6 biturbo                              | V6 biturbo                              | V6 biturbo                              |
| Énergie                                               | Diesel                                  | Essence                                 | Essence                                 | Essence                                 | Essence                                 | Essence                                 |
| Cylindrée                                             | 2 967 cm3                               | 1 984 cm3                               | 2 894 cm3                               | 2 894 cm3                               | 3 604 cm3                               | 3 604 cm3                               |
| Puissance maximale                                    | 265 ch à 4 000 - 4 250 tr/min           | 243 ch à 5 000 - 6 800 tr/min           | 340 ch à 5 500 - 6 500 tr/min           | 360 ch à 6 000 tr/min                   | 400 ch à 6 000 tr/min                   | 440 ch à 6 000 tr/min                   |
| Couple maximal                                        | 580 N m à 1 750 - 2 500 tr/min          | 350 N m à 1 500 - 4 500 tr/min          | 460 N m/480 N m à 1 450 - 5 000 tr/min  | 500 N m à 1 650 - 4 000 tr/min          | 550 N m à 1 350 - 4 500 tr/min          | 600 N m à 1 500 - 4 500 tr/min          |
| Taux de compression                                   | 16,8 : 1                                | 9,6 : 1                                 | 9,8 : 1                                 | 9,8 : 1                                 | 10,5 : 1                                | 10,5 : 1                                |
| Consommation (en L/100 km)                            | 6,3 - 6,1                               | 7,5 - 7,2                               | 9,0 - 8,7                               | 9,2 - 8,8                               | 9,2 - 8,9                               | 9,7 - 9,4                               |
| Émissions de CO2 (en g/km)                            | 164 - 159                               | 175 - 168                               | 212 - 204                               | 215 - 207                               | 216 - 208                               | 224 - 217                               |
| Vitesse maximale                                      | 235 km/h                                | 225 km/h                                | 250 km/h                                | 256 km/h                                | 265 km/h                                | 270 km/h                                |
| Accélération de 0 à 100 km/h (avec Pack Sport-Chrono) | 5,8 s                                   | 6,7 s                                   | 5,3 s à 5,2 s                           | 5,0 s                                   | 4,7 s                                   | 4,5 s                                   |
| Reprise (de 80 à 120 km/h)                            | 4,5 s                                   | 5,1 s                                   | 3,6 s                                   | 3,4 s                                   | 3,1 s                                   |                                         |
| 1 000 m départ arrêté (avec Pack Sport-Chrono)        |                                         |                                         |                                         |                                         | 23,9 s                                  |                                         |

### Sécurité
| Étoiles au Crashtest Euro NCAP 2014. | 5 Étoiles au Crashtest Euro NCAP. |

Le Macan obtient cinq étoiles sur cinq au test Euro NCAP en décembre 2014 avec des scores de 88 % en protection des adultes, 87 % en protection des enfants, 60 % en protection des piétons et 66 % en aides à la sécurité. Le niveau de protection des occupants est élevé, le Macan se classant sixième pour la protection des adultes et seconde pour les enfants, sur les 42 tests effectués en 2014 par l'Euro NCAP. Elle échoue au test d'évitement du magazine suédois Teknikens Värld,. Les journalistes considèrent que la Macan se comporte « de façon étrange ». La roue extérieure s'est en effet bloquée un instant, provoquant le dépassement du véhicule sur la voie de gauche. Le constructeur considère quant à lui que ce comportement, normal, est dû au système anti-retournement (Active Rollover Prevention) qui s'active afin d'éviter un retournement du véhicule qui serait, selon lui, plus grave qu'un dépassement.

« Cette courte intervention assure la stabilité directionnelle du véhicule. Le déplacement latéral est négligeable. Pour cette raison, nous ne considérons pas cette situation de conduite comme critique. »

— Hermann-Josef Stappen, Porsche

## Phase 2
En juillet 2018, Porsche présente une version restylée de la Macan. Le bouclier est légèrement redessiné, les phares se parent d'une nouvelle signature lumineuse à 4 diodes en forme de points et, à l'arrière, de feux reliés par un bandeau lumineux inspiré de celui des Panamera II et Cayenne III. Cette version possède une motorisation quatre-cylindres (2 litres) de 253 ch. La version S est dotée du moteur 3,0 L TFSI de l’Audi S4 et qui développe 360 ch. Quant à la version Turbo, elle arrive au dernier trimestre 2019 avec une puissance de 440 ch et 550 nm.

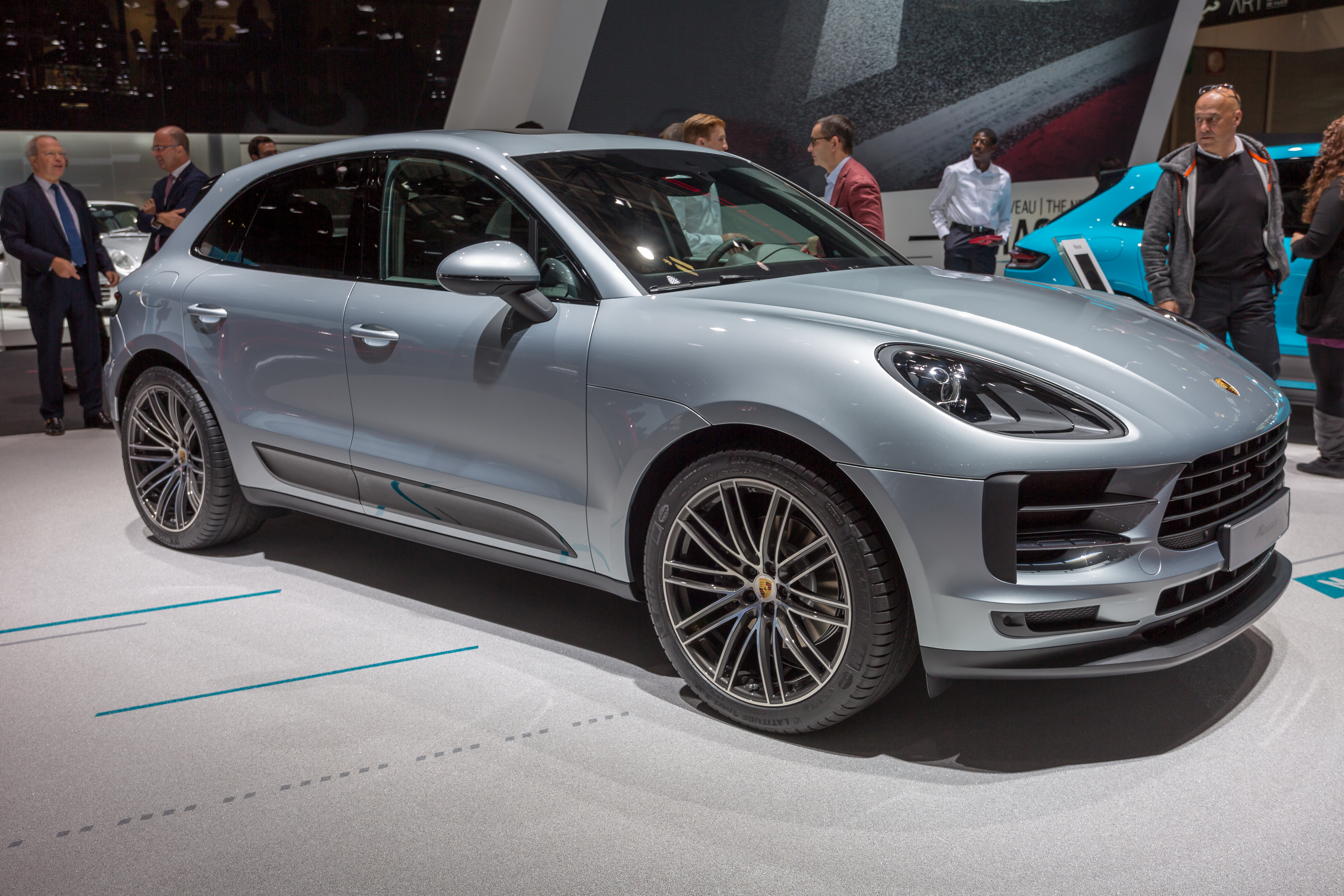
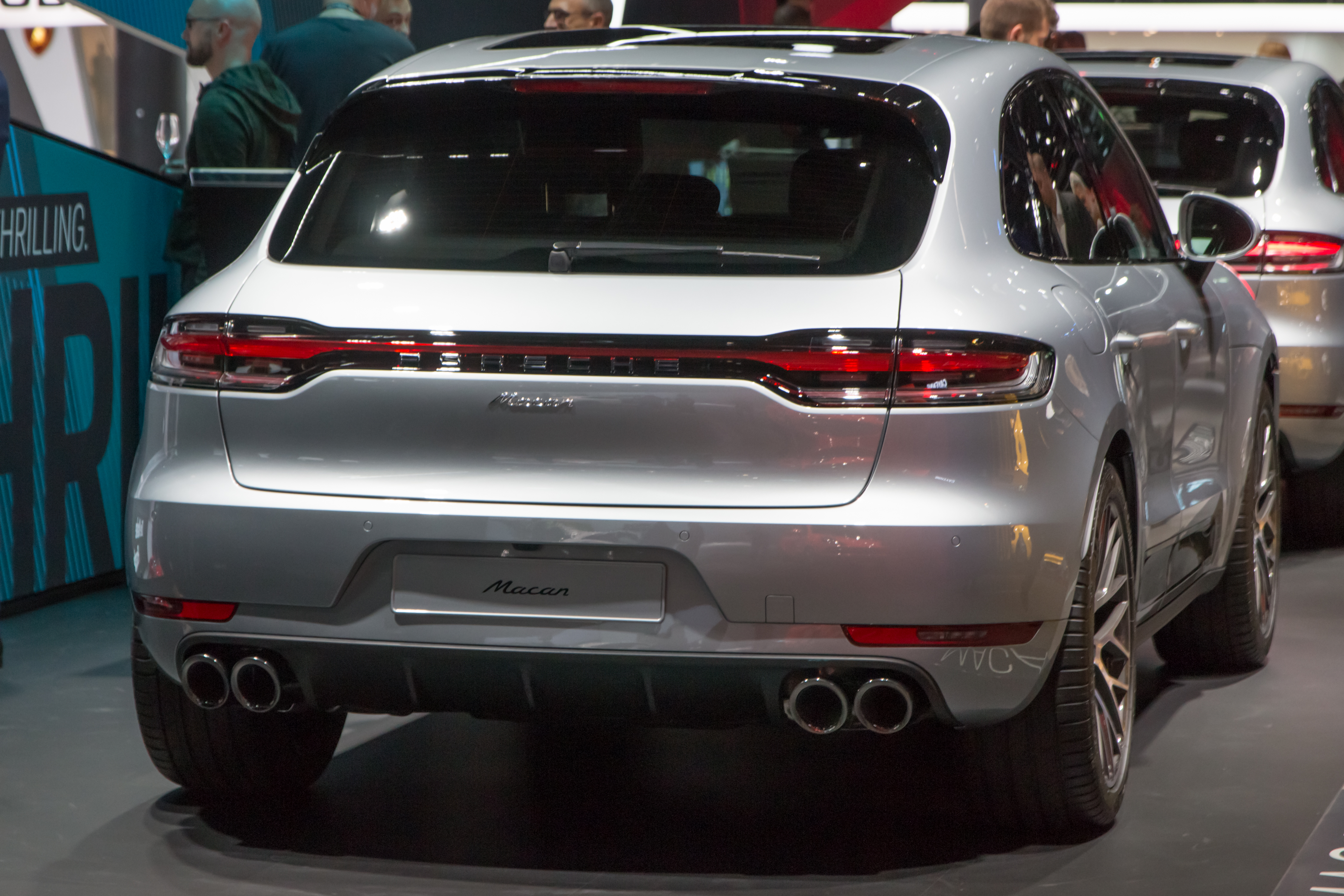

### Macan GTS
La Macan GTS (Gran Turismo Sport) phase 2 est présentée fin décembre 2019. Elle conserve la transmission intégrale et troque son V6 3,0 L pour le V6 2,9 L biturbo de la Macan Turbo, lui permettant de gagner 20 ch et 20 N m de couple par rapport à la phase 1, soit un total de 380 ch et 520 N m. Ses performances évoluent avec un 0 à 100 km/h en 4,8 s et une vitesse maximale de 263 km/h avec le pack Sport Chrono.

## Phase 3
En juillet 2021, la Macan est restylée une seconde fois : on retrouve une énorme prise d'air à l'avant avec un insert flottant couleur carrosserie et un gros diffuseur à l'arrière. À l'intérieur, la console centrale est modifiée et abandonne les boutons au profit de commandes tactiles.

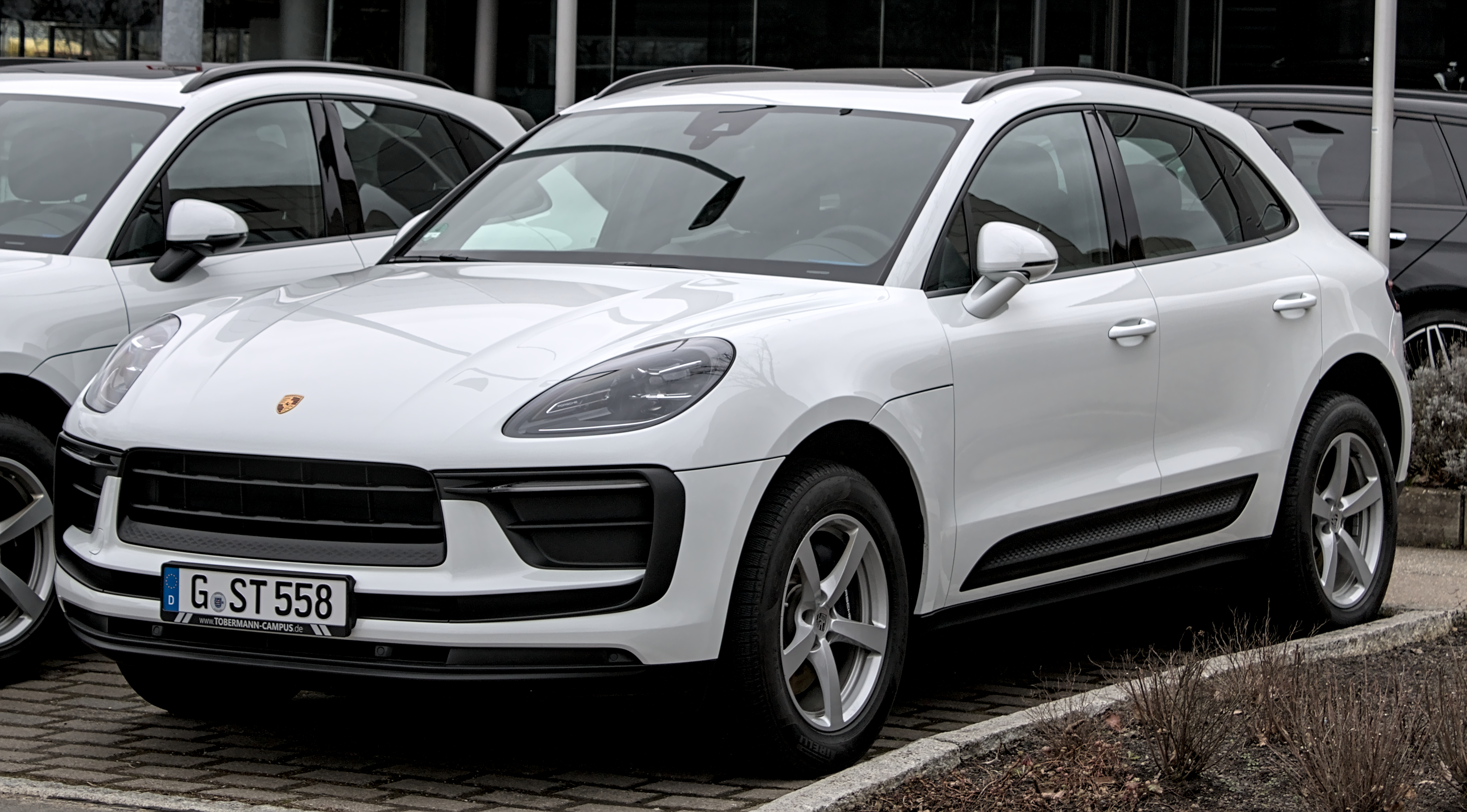
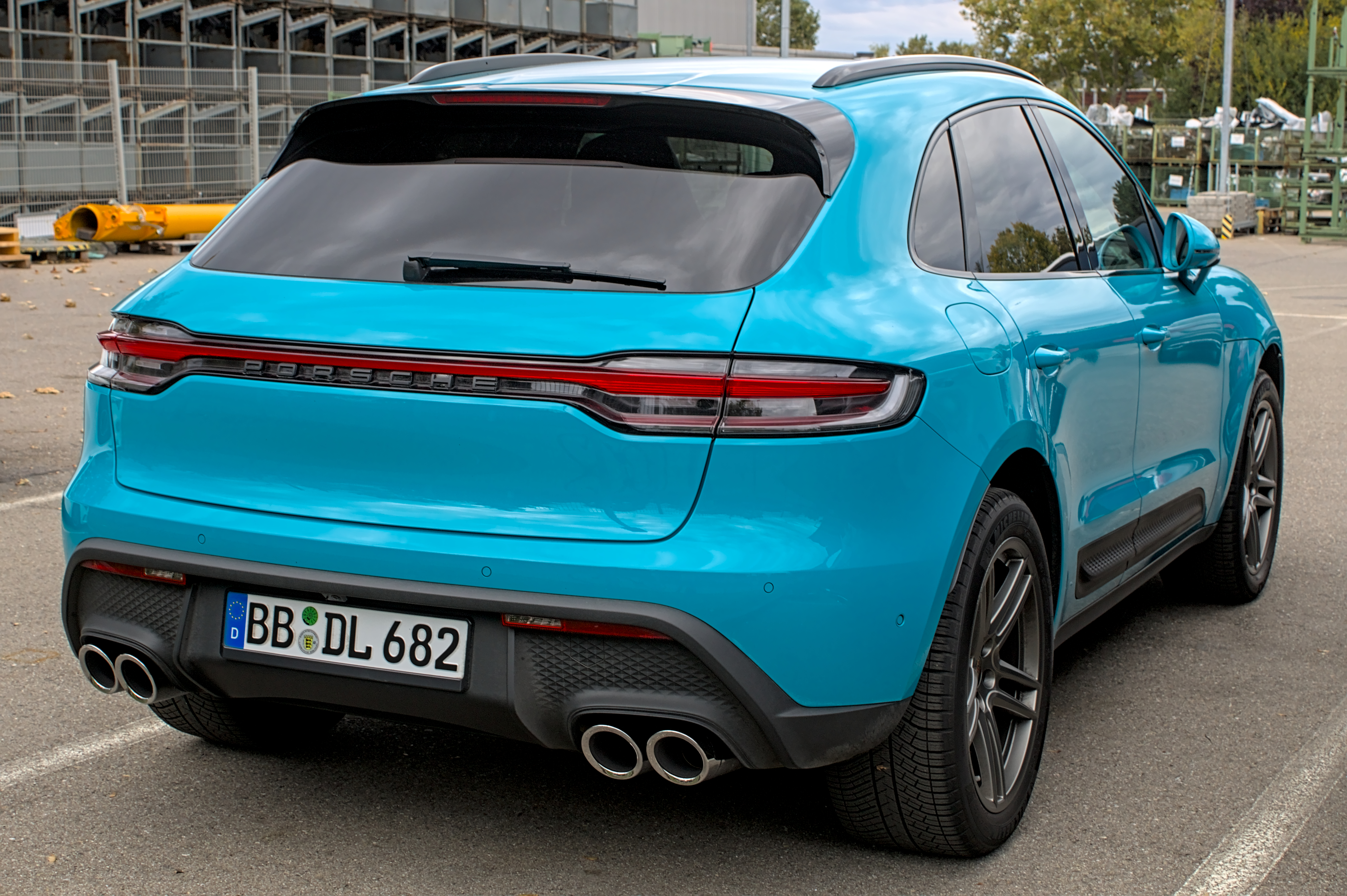

### Macan S
Avec le second restylage de la Macan, la version S gagne 20 ch passant à 380 ch.

### Macan GTS
La Macan GTS phase 3 reprend le moteur de la Macan Turbo phase 2, à savoir le V6 2.9 BiTurbo qui développe 440 ch et 550 nm comme son prédécesseur,,. Elle conserve également sa transmission intégrale et sa boite PDK à 7 rapports. Cette GTS commence à partir de 98 600 € en France 

### Macan T
En février 2022, Porsche présente la Macan T. Ce modèle reprend la motorisation d'entrée de gamme modifiée pour une conduite plus sportive. La suspension est revue, la garde au sol est abaissée et les barres stabilisatrices avant sont plus fermes. Cette nouvelle version peut atteindre 232 km/h en vitesse maximale et réalise le 0 à 100 km/h en 6,2 s.
La Macan T se distingue aussi de l'entrée de gamme par quelques éléments esthétiques Gris Quartz (coques de rétroviseurs, becquet, monogrammes, etc.), quatre sorties d'échappement ou encore des jantes et une sellerie spécifiques.
Les premiers exemplaires de cette Macan T sont livrés en avril 2022.

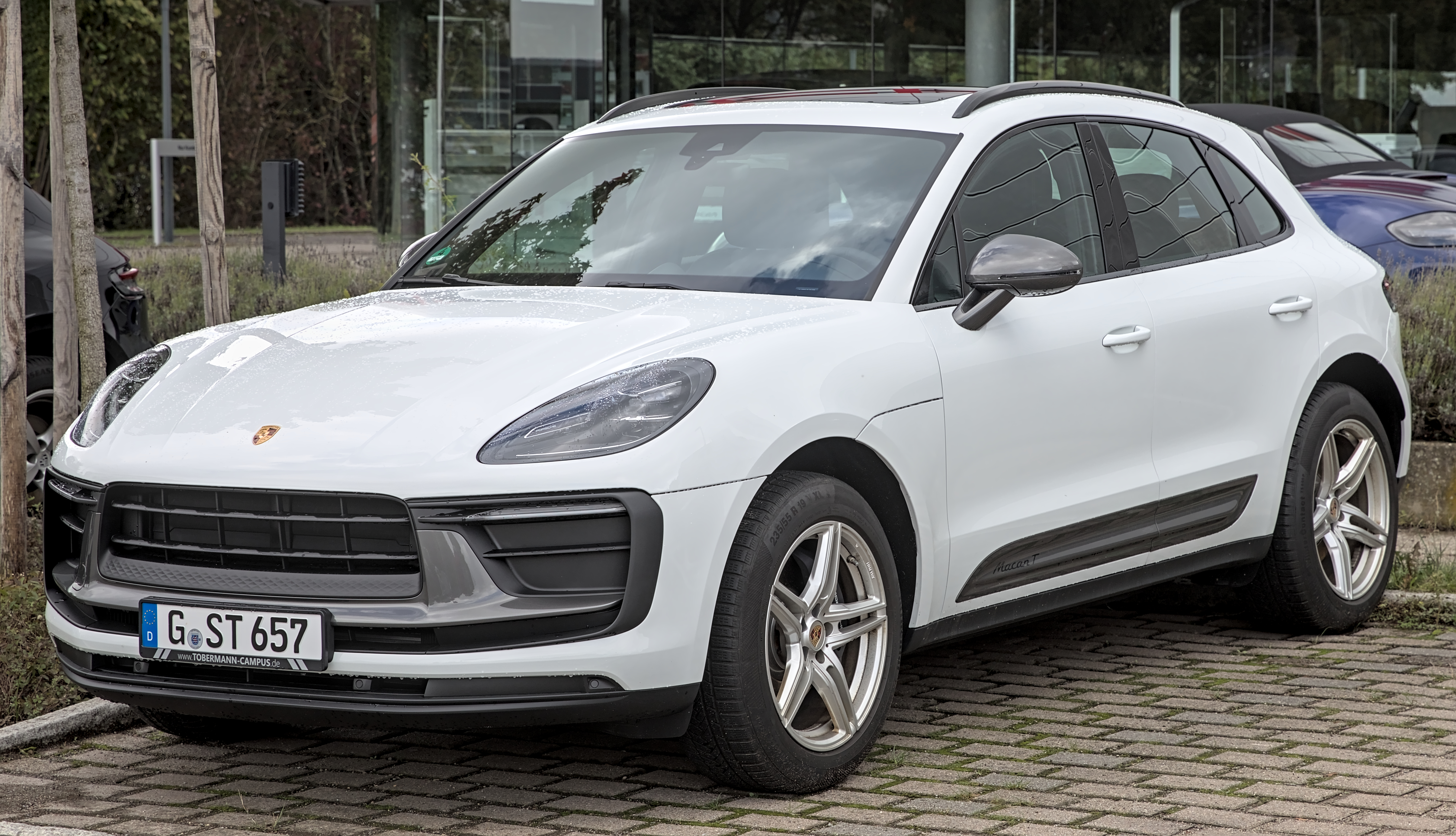
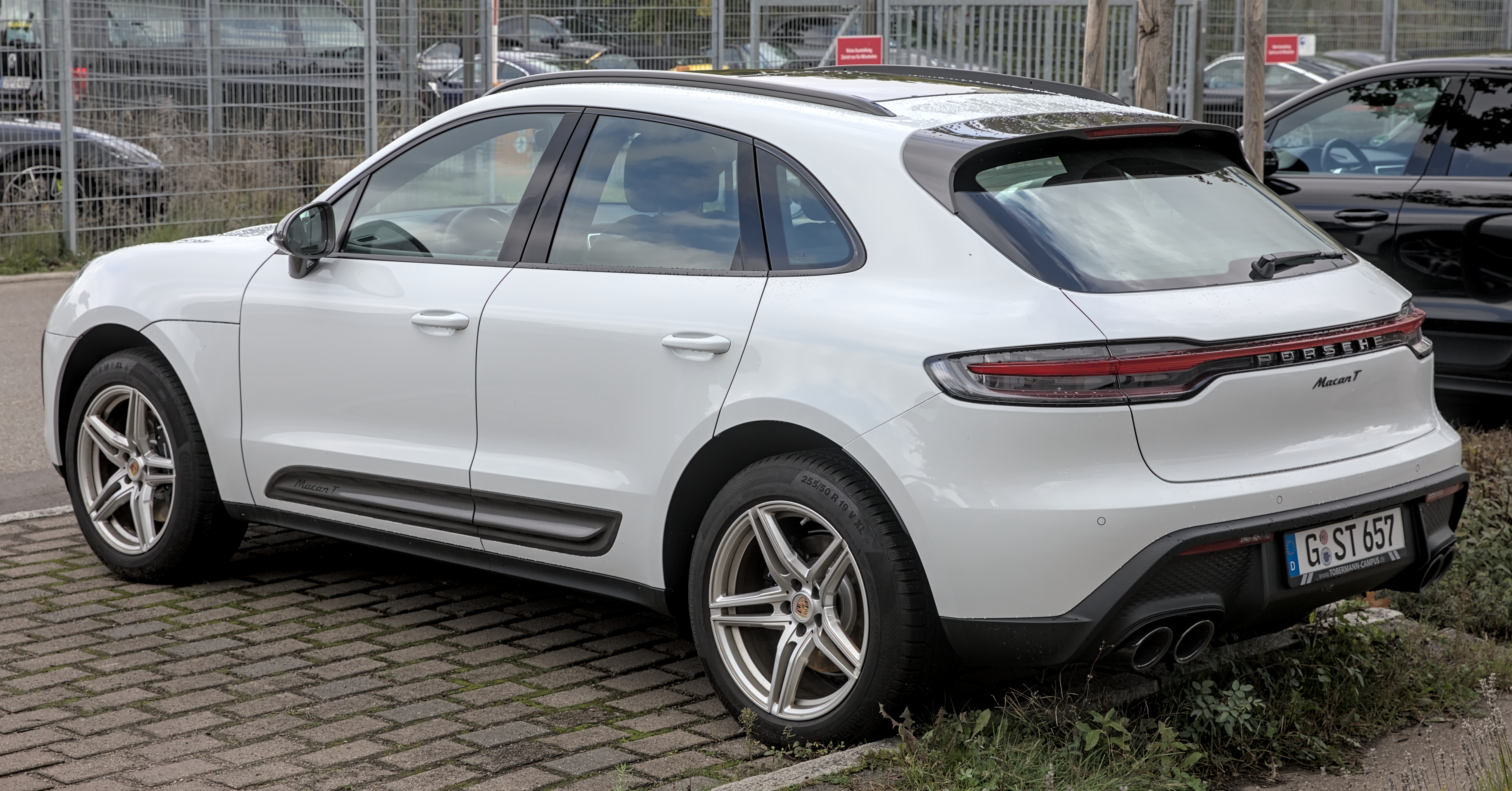

## Ventes
À son lancement, Porsche prévoit des ventes de 50 000 unités par an. Mais en avril 2015, soit un an plus tard, 62 644 exemplaires ont été écoulés, dépassant les prévisions. La Macan est devenue en un an le modèle le plus vendu de Porsche et représente un tiers des ventes du constructeur.Elle est à l'origine de l'augmentation des ventes de Porsche de 32 % sur les trois premiers mois de l'année 2015.
Début 2015, Porsche prévoit de produire 72 000 Macan dans l'année. Finalement, ce sont plus de 80 000 exemplaires qui sont vendus cette année. Elle est également le modèle le plus vendu de la marque en 2015, devant le Cayenne.

## Versions préparées

### Mansory
La Macan a été revue par plusieurs préparateurs dont Mansory qui l'a présentée en juillet 2015. Les modèles concernés sont les Macan S Diesel et Turbo.
Outre des changements esthétiques (boucliers, ailerons, jantes notamment) qui lui donnent une apparence plus agressive (L'Argus le dit « virilisé »), les changements portent également sur les performances. La Macan S Diesel affiche 258  à   301 ch et atteint désormais 260 km/h avec un 0  à   100 km/h en 5,6 s, tandis que le modèle Turbo voit sa puissance passer de 400  à   464 ch, avec une vitesse de pointe de 274 km/h et un 0 à 100 km/h en 4,5 s.
Le châssis est rabaissé de 40 mm grâce à une suspension pneumatique modifiée. L'intérieur bénéficie également d'une personnalisation avec des éléments en cuir, alcantara, bois, carbone ou encore aluminium.